# Il pescatore/Marcia nuziale
Il pescatore/Marcia nuziale è il 20º singolo discografico del cantautore italiano Fabrizio De André.

## Produzione
Il disco è stato distribuito in due differenti edizioni, la prima con copertina apribile e i testi all'interno, la seconda invece a busta singola con le parole sul retro.
La prima stampa venne curata dalla Belldisc, ma ne vennero realizzate pochissime copie, poiché Antonio Casetta chiuse l'etichetta per fondare la Produttori Associati; il disco, nell'attesa che la nuova casa discografica iniziasse l'attività, venne ristampato dalla Liberty Italia, e questa è la versione più facilmente reperibile.

## Brani
La prima canzone all'uscita del disco è inedita, la seconda era già stata pubblicata nel 1967 nell'album Vol. 1º.

### Il pescatore
Il pescatore è una canzone scritta dallo stesso De André per il testo e da Gian Piero Reverberi e Franco Zauli per la musica.
Brano tra i più celebri di De André, racconta di un anziano pescatore che si è addormentato in riva al mare al tramonto e viene svegliato dall'arrivo di un assassino in fuga; il criminale chiede vino da bere e pane da mangiare al pescatore e il vecchio lo accontenta, senza curarsi del suo status di fuorilegge («ma versò il vino e spezzò il pane/ per chi diceva, ho sete, ho fame»); dopo che il fuggiasco è scappato, arrivano due gendarmi a cavallo che chiedono al pescatore se abbia visto l'assassino, ma il vecchio non risponde, in quanto sembra di nuovo profondamente addormentato. Il personaggio del pescatore che aiuta chi gli dice di essere in difficoltà senza giudicare (l'assassino potrebbe anche essere, in realtà, un perseguitato politico) e non collabora con i "giustizieri" della legge è in linea con le convinzioni anarchiche di De André.
Come per altre ballate di De André, la struttura musicale è quasi elementare: quattro accordi in tutto. La linea melodica è senza virtuosismi in quasi ogni grado della scala tonale. Vi sono due chitarre di accompagnamento ed una terza chitarra che risponde alla voce della strofa. Le strofe, a loro volta, vengono separate dal ritornello, costituito da una melodia fischiettata, senza testo cantato.

#### Cover
"Il pescatore", che nella versione originale era una canzone completamente acustica, fu completamente riarrangiata nel 1979 dalla Premiata Forneria Marconi (PFM) in occasione della tournée congiunta con De André. La nuova versione era caratterizzata da un aumento della velocità di esecuzione, da un accompagnamento con diversi strumenti in più, dall'aggiunta di fraseggi strumentali all'inizio e tra le strofe e dalla sostituzione del ritornello fischiettato con un ritmico "La La La La-La La-La La", secondo lo stesso tempo: De André continuò ad eseguire tale versione in tutte le esibizioni dal vivo degli anni successivi.
Il brano è stato inciso anche dalla stessa PFM nell'album dal vivo PFM canta De André del 2008.
Nel 1985 la canzone è stata ripresa dalla cantante romana Fiorella Mannoia nell'album Premiatissima; in seguito la Mannoia ha inciso nuovamente il brano, con nuovi arrangiamenti, nell'album Fragile del 2001 e nel 2010 nell'album dal vivo Il tempo e l'armonia.

### Marcia nuziale
Marcia nuziale è la versione in italiano de La marche nuptiale di Georges Brassens. In questa canzone, l'accompagnamento di due chitarre e un contrabbasso ricordano quasi le cadenze di un minuetto. 

#### Cover
La versione di De André di Marcia nuziale è stata incisa anche da Gino Paoli nell'album Amare per vivere, del 1972 (con arrangiamento di Pinuccio Pirazzoli).